# Googles logotyper

Googles logotyp som introducerades den 1 september 2015.

Googles logotyp som introducerades från 19 september 2013 till 31 augusti 2015.

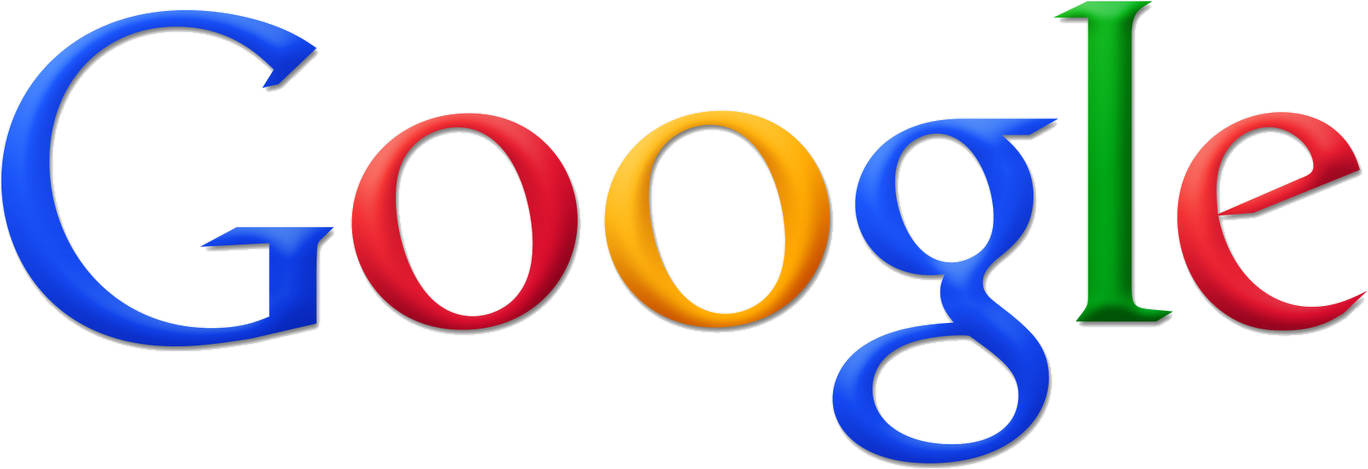
Den Google-logotyp som introducerades från 6 maj 2010 till 18 september 2013.

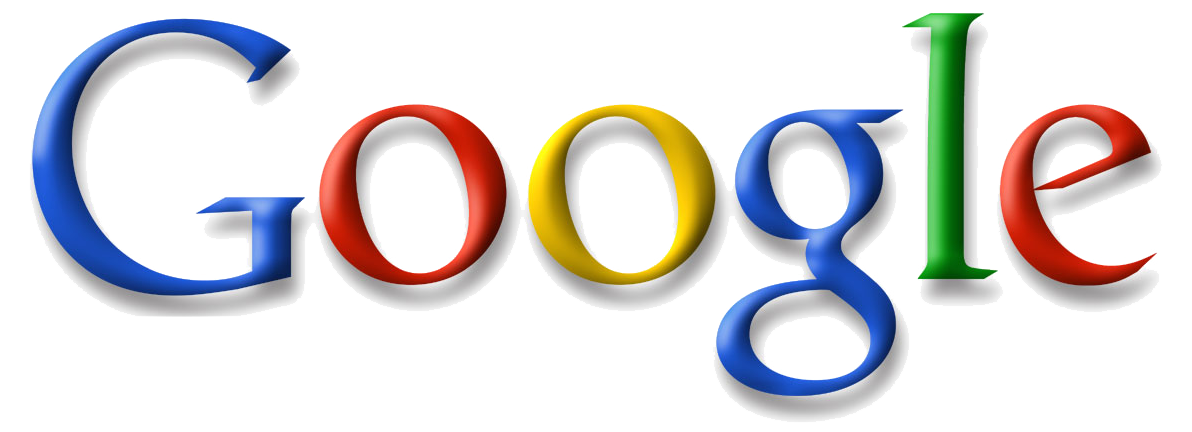
Den Google-logotyp som introducerades från 31 maj 1999 till 5 maj 2010. Detta används fortfarande som en andrahandslogotyp.

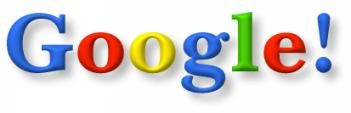
Logotypen som introducerades från 30 oktober 1998 till 30 maj 1999.

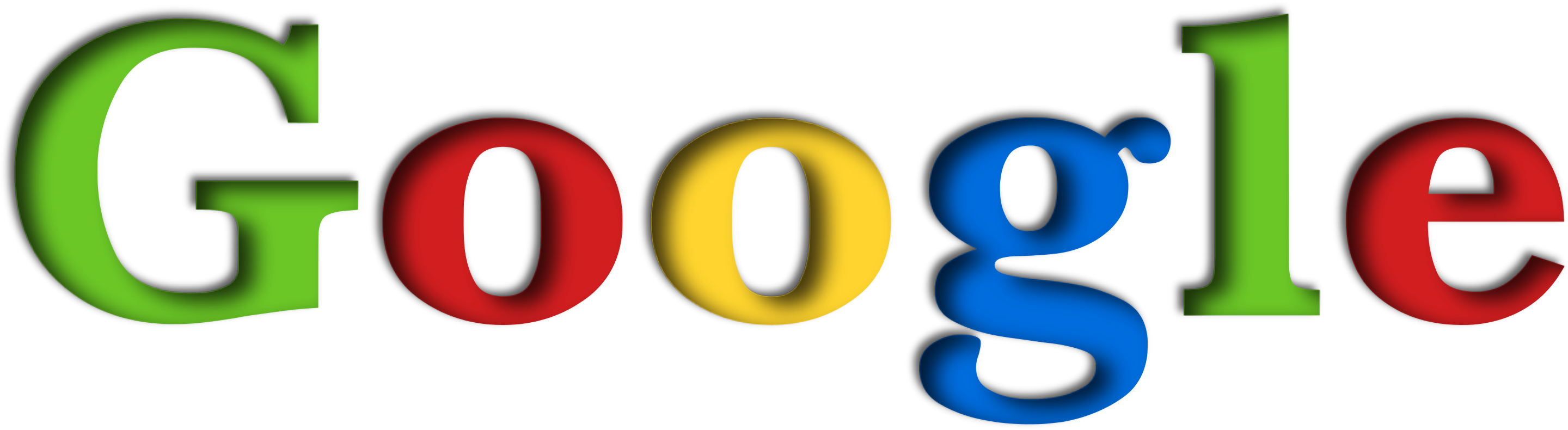
Logotypen som introducerades från 28 september till 29 oktober 1998.

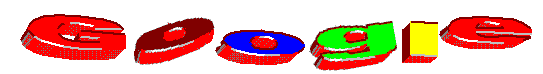
Logotypen som introducerades från 15 september 1997 till 27 september 1998.

Google har haft flera logotyper sedan företaget bytte namn från BackRub. Den nuvarande officiella logotypen formgavs av Ruth Kedar, och är ett ordmärke baserat på typsnittet catull.
Företaget har även haft flera olika modifikationer och/eller humoristiska inslag, som tecknade modifikationer av logotypen till helgdagar, kända personers födelsedagar och större händelser som olympiska spelen. Dessa speciella logotyper, av vilka en del har formgivits av Dennis Hwang, har blivit kända som Google Doodles. I mars 2015 hade Googles eget galleri över 2000 logotyper.

## Historia
1998 skapade Sergey Brin en datoriserad version av Googlebokstäverna genom att använda det fria grafiska programmet GIMP. Utropstecknet lades till för att efterlikna Yahoo!:s logotyp. Ruth Kedar, den grafiska formgivare som utvecklade den nu kända logotypen, sade att "det fanns många olika färgiterationer. Vi slutade med grundfärgerna, men istället för att mönstret gick i ordning, placerade vi en blandfärg på L:et, vilket tog tillbaka intrycket att Google inte följer regler."
2010 genomgick Googlelogotypen sin första stora och beständiga förändring sedan 1999. Den nya logotypen testades först i november 2009, och släpptes officiellt den 6 maj 2010. Den använder ett identiskt typsnitt med den föregående logotypen, men har ett distinkt orangefärgat "o" istället för det tidigare gulfärgade o:et, samt är mer subtilt skuggat framställt med en annan skuggningsstil.

## Google Doodle
Den första Google-doodlen var till ära av Burning Man-festivalen 1998. Doodlen formgavs av Larry Page och Sergey Brin för att göra deras användare medvetna om deras frånvaro om servrarna skulle kollapsa. Påföljande doodlar formgavs av externa entreprenörer, tills det att Page och Brin frågade Dennis Hwang om att formgiva en logotyp till Frankrikes nationaldag år 2000. Hwang har formgivit Googles doodles ända sedan dess. Att klicka på en doodle länkar en till en rad med sökresultat från sökmotorn om ämnet, vilket kan leda en mängd internettrafik till aningslösa sidor.
Googles logotyper, eller doodles, har producerats för flera kända konstnärer och vetenskapsmäns födelsedagar, såsom Andy Warhol, Albert Einstein, Leonardo da Vinci, Rabindranath Tagore, Louis Braille, Percival Lowell, Edvard Munch, Nikola Tesla, Béla Bartók, René Magritte, Michael Jackson, Akira Kurosawa, H. G. Wells, Samuel Morse, Hans Christian Ørsted, Mohandas Gandhi, Dennis Gabor och Antonio Vivaldi, med flera. Presenteringen av Lowells logotypdesign sammanträffade med lanseringen av en annan Googleprodukt, Google Maps. Logotyperna används även för att skildra större händelser för företaget, såsom dess egen födelsedag. Den brittiska författaren Roald Dahl har utmärkts, med en logotyp som innehöll karaktärer och föremål från några av hans böcker, som Matilda. Firandet av historiska händelser är ett annat vanligt ämne för logotyperna, som exempelvis en legobit vid firandet av legobitens femtioårsjubileum. Årsdagen av H. G. Wells War of the Worlds har också uppmärksammats.
Den 14 februari 2007, på Alla hjärtans dag, innehöll logotypen en chokladdoppad jordgubbe som kombinerade det andra g:et och l:et som dess gröna stam. Denna design gav intrycket att l:et var försvunnet, och att det istället stod "Googe". Som svar på flera spekulationer svarade Googles officiella blogg att: "När du kollar på logotypen, kan man tro att vi glömde bort vårt namn över natten, hoppade över en bokstav, eller att 'Googe' låter bättre. Inget av det stämmer. Jag bara vet att de med sann romans och poesi i sin själ kommer att se finessen med en gång. Och om du känner dig gnällig idag, får jag föreslå att du äter en jordgubbe." Till firandet av Earth Hour byttes den vita bakgrunden ut mot en svart som symboliserade att lamporna skulle släckas.
Google kritiserades 2007 för att inte innehålla versioner av googlelogotypen för amerikanska patriotiska helgdagar som Memorial Day och Veterans Day. Samma år hade Google en logotyp till Veterans Day.
Google avslöjade en stadig ström av doodles 2009, där en var med Mahatma Gandhis ansikte, den 2 oktober 2009, på Gandhis födelsedag, vilket av FN ses som den internationella dagen för icke-våld.
Fredagen den 21 maj 2010 skapade Google en doodle för att fira Pac-Mans trettioårsdag. Det är deras första, och möjligtvis världens första, spelbara logotyp. Den innehåller en exakt återskapning av det Pac-Man-spel som kan spelas i en webbläsare (det innehåller 255 nivåer). Söndagen den 11 juli 2010 firades finalen i världsmästerskapet i fotboll 2010 genom en logotyp som visade stadion där matchen spelades den kvällen.

## Tävlingar
Google håller en tävling som kallas Doodle4Google för studenter i grundskolan om att skapa sina egna logotyper. Vinnande doodlar eller logotyper kan visas på Doodle4Google-webbplatsen, där allmänheten kan rösta fram vinnaren, som vinner en resa till Googleplex och att stå som värd för den vinnande doodeln i 24 timmar på Googles webbplats och sökmotor. Tävlingen hade sitt ursprung i Storbritannien och finns nu även i USA. Den hölls även i Irland 2008. Google annonserade tävlingen i Indien 2009 och den vinnande doodlen visades på Google Indiens hemsida den 14 november. En liknande tävling hölls i Singapore baserat på temat "Our Singapore" och startade i januari 2010. Det vinnande bidraget valdes ut från fler än 30 000 stycken. Den vinnande kommer att visas på Google Singapores webbplats den 9 augusti, på deras nationaldag.

## Färglös logotyp
Då och då visar Google en speciell färglös logotyp på en lokal webbplats för att uppmärksamma en större tragedi, ofta under flera dagar. Denna design användes för första gången på Google Polens webbplats efter flygolyckan i Smolensk som dödade presidenten Lech Kaczyński i april 2010. Några dagar senare användes den även i Kina och Hongkong för att visa respekt till offren från jordbävningen i Yushu 2010.

## Pac-Man
Fredagen den 21 maj 2010, på trettioårsdagen av arkadspelet Pac-Man, började Google visa sin första interaktiva logo över hela världen. Alla som besökte Google kunde spela Pac-Man på logotypen, som innehöll bokstäverna i ordet 'Google'. Den efterliknade även ljudet efter det ursprungliga arkadspelet. Knappen "Jag har tur" ersattes med en "Lägg i ett mynt"-knapp. Om man tryckte på knappen en gång kunde man spela på Pac-Man-logotypen. Om man tryckte på den igen kunde man spela mot en andra spelare, vilket tillät två spelare att spela samtidigt, med hjälp av tangenterna W, A, S och D, istället för pilarna som användes av spelare 1. Om man tryckte på knappen en tredje gång kom knappen "Jag har tur" fram. Logotypen togs bort på söndagen den 23 maj, och ersattes av den vanliga. Senare samma dag släppte Google  en permanent Google Pac-Man-sida, på grund av det stora användarbegär som fanns på den spelbara logotypen.  Sidan fungerar på samma sätt som den ursprungliga logotypen.

## Buckminsterfulleren-logotyp
Den 4 september 2010 ersatte Google logotypen med en interaktiv buckminsterfulleren för att fira 25-årsjubileet av upptäckten av det.

## Favicon
Googles favicon är en version av det gemena "g" från den ursprungliga logotypen som introducerades 2008, och som ursprungligen tänktes vara en del av ett större set av ikoner som utvecklats för bättre skalbarhet på mobiler. Den nuvarande versionen innehåller bakgrundsfärgerna röd, grön, blå och gul. I juni 2008 startade Google en tävling som skulle få faviconinlämningar, och en design som skapades av André Resende, en student i datavetenskap vid Campinas universitet i Brasilien, lade grunden till den nya designen. Googles officiella blogg skrev att "hans placering av ett vitt 'g' på en färgblockerad bakgrund var mycket igenkännlig och attraktiv, medan det verkade fånga Googles innersta natur." Googles logotyptextsnitt är Catull BQ, och skapades för H. Berthold AG 1982 av den tyska designern Gustav Jaeger. Catull har en kalligrafisk känsla med kontrasterande vikter och distinkta seriffer.

## Google Dots logotyp
Den 7 september 2010 lade Google till en annan interaktiv logotyp. Denna logotyp var en samling bollar som flög iväg från pekaren. Bollarna följde även, speciellt i Google Chrome, inte nödvändigtvis i andra webbläsare, sökfönstret om du flyttade det och studsade sedan tillbaka, som om de hade fått drivkraft.